# Louise von Qualen
Josiane Louise Bernhardine Desirèe von Qualen (* 7. August 1810; † 17. Mai 1895 in Uetersen) war eine deutsche Adlige, Wohltäterin und Stiftsdame des Klosters Uetersen.

## Leben

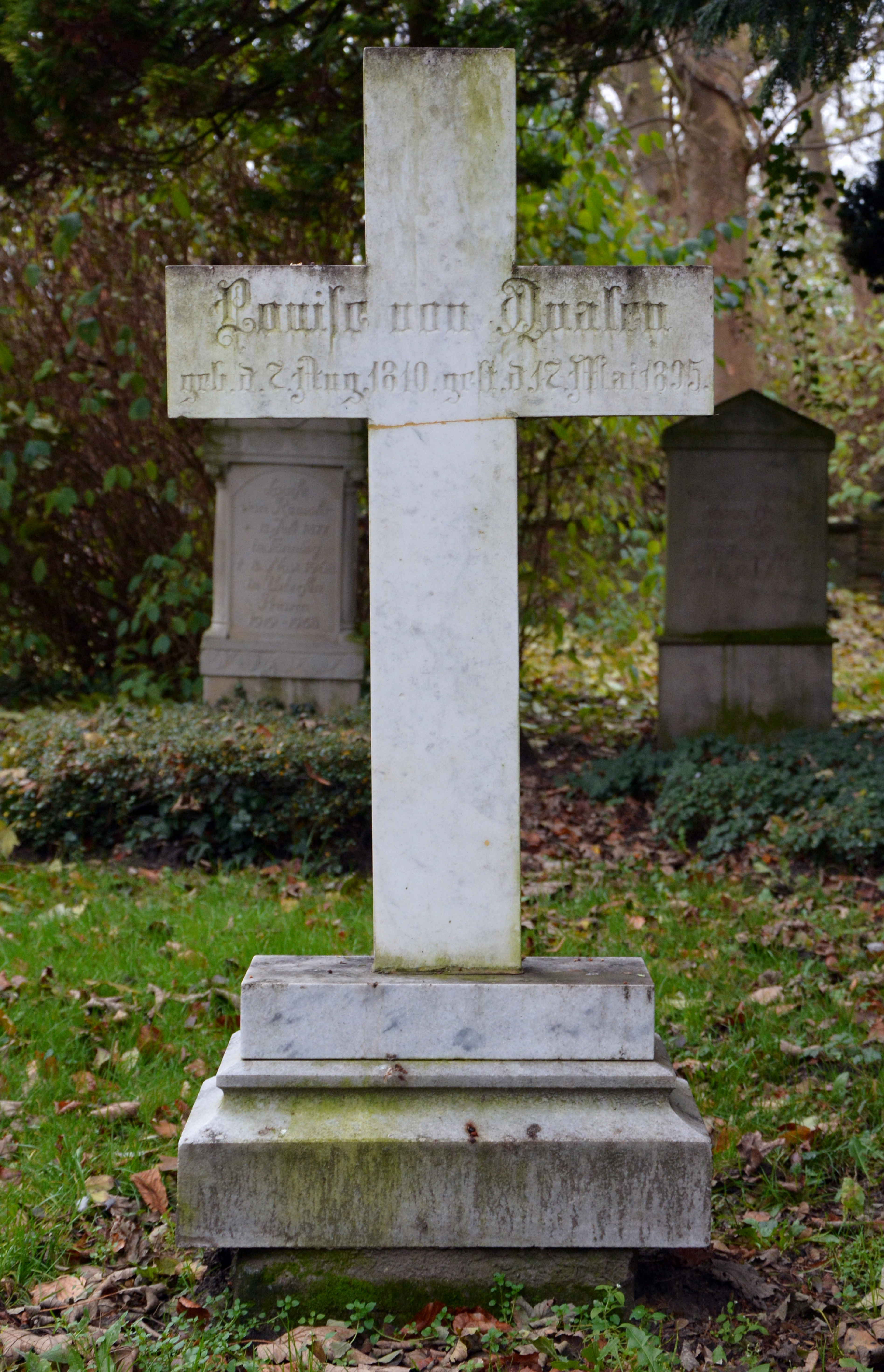
Grabkreuz von Louise von Qualen auf dem „Jungfernfriedhof“ des Klosters Uetersen

Sie war die Tochter des Henning von Qualen, der am 18. Dezember 1783 geboren wurde und am 4. Januar 1825 in Hamburg verstarb. Dieser vermählte sich am 28. Dezember 1809 mit Christiane Auguste Gräfin Wedell-Wedellborg (Fühnen), die am 11. März 1789 geboren wurde. Diese Ehe war sehr unglücklich und wurde geschieden. Die Gräfin soll geisteskrank gewesen oder geworden sein und verstarb nach 1837.
Bereits in ihrem 3. Lebensjahr, am 10. Februar 1813, wurde Louise als Stiftsdame eingeschrieben. Ihr „Immatrikulationsgeld“ von 125 Reichstalern = 156 Schilling Schleswig-Holsteinisch Courant ging wie üblich an die damals vorhandenen Konventualinnen über und wurde nach einem besonderen Schlüssel verteilt. Wann sie ins Kloster einzog, konnte nicht ermittelt werden, jedoch wohnte sie bis zu ihrem Tode in einem vor ihr 1858 erworbenen eigenen Haus (Konventualinnenhaus) im Klosterhof, das heute unter Denkmalschutz steht. Als Erbe ihres nach damaligen Wertverhältnissen nicht unerheblichen Vermögens von 165.485 Mark (etwa 1.611.962,10 Euro), darunter eine Hypothek auf das Gut Wulfshagen bei Tüttendorf von 113.900 Mark (1.123.054 Euro) wurde das Kloster Uetersen eingesetzt, von dem jedoch Legate von insgesamt 113.500 Mark (etwa 1.117.975 Euro) auszuzahlen waren. In ihrem Testament bedachte sie viele Personen, Verwandte, Konventualinnen des Klosters, Bedienstete und besonders Arme. Die einzelnen Zuwendungen reichten von 50.000 Mark (etwa 492.500 Euro) für den langjährigen Klosterhofmeister August Göttsche der in Anerkennung seiner langjährigen, teuen Anhänglichkeit für mich und in Berücksichtigung seines schwachen Gesichts, welches ihm eine lebenslängliche Amtirung schwerlich gestatten wird, sowie in Betracht des Umstandes, dass er nicht pensionsberechtigt ist, bis zu 50 Mark (etwa 492,50 Euro) für die unter dem Namen Nähliese bekannte Person die mit einfachen Näharbeiten den Unterhalt für sich und ihre Kinder aufbrachte. Auch die kleine fleisige alte Frau, die bis ins hohe Alter mit einem Eimer und Besen im Ziehwagen die Straßen fegte und putzte bedachte sie.
Louise von Qualen fand ihre letzte Ruhe auf dem „Jungfernfriedhof“ des Klosters. Ihre historische Grabstätte ziert ein schlichtes Grabkreuz und steht unter Denkmalschutz.